# Вигода (Калуський район)
Ви́года — селище в Україні, центр Вигодської громади Калуського району Івано-Франківської області. Населення становить 1990 осіб (2025 рік).

## Географія
Розташоване при підніжжі Українських Карпат, у північній частині Вигодської улоговини, при злитті річок Мізунки та Свічі. Відстань до Івано-Франківська — 70 км, до Львова — бл. 120 км.
Вигода розташована на висоті 450 м над р. м. Площа населеного пункту — 159 га. Має залізничний зв'язок з райцентром — містом Долиною. Крім того, через Вигоду пролягає автомобільний шлях Р 21 зі Львова та Івано-Франківська на Закарпаття.
Сусідні населені пункти:

## Населення
Переважна більшість мешканців селища належить до української етнічної групи — бойків.
Населення села за роками:
- 2600 осіб (1959 рік)
- 2700 осіб (1969 рік)
- 2900 осіб (1977 рік)
- 2800 осіб (1985 рік)
- 2225 осіб (2011 рік)

### Мова
Розподіл населення за рідною мовою за даними перепису 2001 року:
| Мова       | Кількість | Відсоток |
| ---------- | --------- | -------- |
| українська | 2234      | 98.07%   |
| російська  | 39        | 1.72%    |
| білоруська | 2         | 0.09%    |
| словацька  | 1         | 0.04%    |
| угорська   | 1         | 0.04%    |
| польська   | 1         | 0.04%    |
| Усього     | 2278      | 100%     |

## Історія
В доволі детальному описі Галичини XVII — початку XIX ст. населений пункт не згадується, на його місці згадується тільки корчма «Вигода». Лише в 1872 році в офіційних австрійських довідниках з'являється окрема назва Вигода, присілок до села Пациків. В 1883 році стає центром лісозаготівлі. Того ж року воно було з'єднане залізницею з містом Долиною та отримало свою назву — Вигода. 
На початку XX століття для обслуговування гірських лісозаготівель побудована мережа вузькоколійних залізниць завдовжки близько 65 км. Вузькоколійка частково використовується за призначенням дотепер, частково служить для туристичних екскурсій.
У 1939 році в селі проживало 1220 мешканців (250 українців, 740 поляків, 150 євреїв і 80 німців та інших національностей).

## Сьогодення
Основне промислове підприємство — лісокомбінат «Уніплит». У Вигоді розпочинається популярний туристичний маршрут — Карпатський трамвай.

## Відомі земляки
- Голубка Петро Олександрович — український шахіст, міжнародний майстер (2012), Чемпіон України 2017 року;
- П'янкова Тетяна Леонідівна — українська письменниця, поетеса. Член Національної спілки письменників України. Лавреатка Премії імені Пантелеймона Куліша (2018);
- Григорська-Олексієнко Людмила Іванівна (1955—2004) — актриса Івано-Франківського обласного національного академічного музично-драматичного театру імені І. Франка.